# Ендерби (Британска Колумбија)
Ендерби (енгл. Enderby) је град у Канади у покрајини Британска Колумбија. Према резултатима пописа 2011. у граду је живело 2.932 становника.

## Становништво
Према резултатима пописа становништва из 2011. у граду је живело 2.932 становника, што је за 3,7% више у односу на попис из 2006. када је регистровано 2.828 житеља.
| 2006. | 2011. |
| ----- | ----- |
| 2.828 | 2.932 |